# گنبد کبود (مراغه)
گنبد کبود از بناهای دورهٔ سلجوقیان در شهر مراغه می‌باشد. تزیینات به‌کار رفته در این بنا در مقایسه با سایر بناهای دورهٔ سلجوقیان و ایلخانان مغول کم‌نظیر است. دربارهٔ زمان احداث گنبد کبود نظرات دیگری نیز وجود دارد؛ عده‌ای آن را مربوط به‌زمان مغول می‌دانند و عده‌ای تاریخ بنای برج را مربوط به قبل از هلاکوخان ذکر کرده‌اند.
انتساب این بنا به قبر مادر هولاکو با وجود شهرتی که در میان عوام دارد، مورد تأیید باستان‌شناسان واقع نشده است. برخی از باستان‌شناسان تاریخ این برج را سال ۵۹۳هجری می‌دانند و برخی دیگر آن را بین سالهای ۵۸۲ و ۶۵۶ هجری ثبت کرده‌اند.

## ویژگی‌ها
گنبد کبود ده پهلو است و دارای گنبدی مخروطی بوده که در گذر زمان از بین رفته است. این گنبد از دو بخش سردابه و اتاق اصلی تشکیل شده است.
از کتیبهٔ گچبری‌شدهٔ داخل سردابه احتمال می‌رود گنبد کبود به‌عنوان یک برج مقبره ساخته شده‌باشد؛ به‌همین دلیل این گنبد به قبر مادر هلاکوخان نیز شهرت یافته است. کلماتی همچون «الله»، «والحمد» و … با فرم‌های مختلف به‌خط کوفی و به روش‌های استامبی از عناصر تزیینی نقش‌بسته بر دیواره‌های سردابهٔ برج می‌باشند.
تزیینات بدنهٔ بیرونی گنبد کبود به‌شکل قطاربندی و فرم‌های هندسی و سه ردیف مقرنس ساده است و دیوارهای داخلی آن دارای تزیینات نقاشی به‌رنگ فیروزه‌ای بوده که در گذر زمان از بین رفته و فقط بخش کمی از آن‌ها باقی مانده است.

## نگارخانه

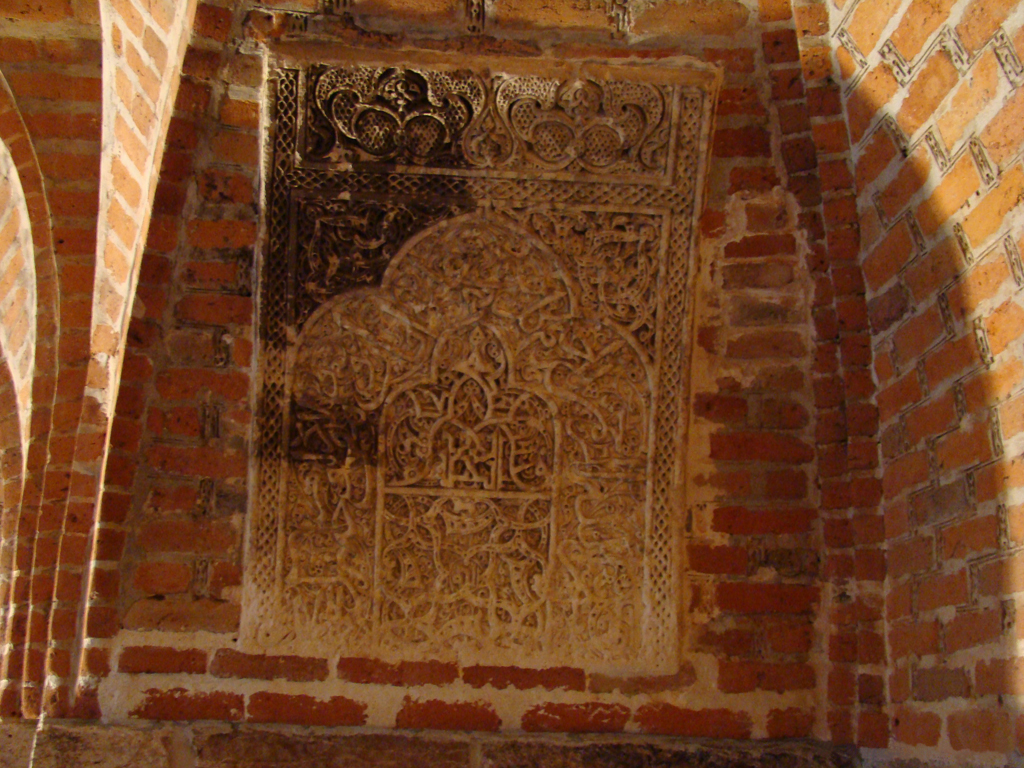
کتیبهٔ گچی سردابه.
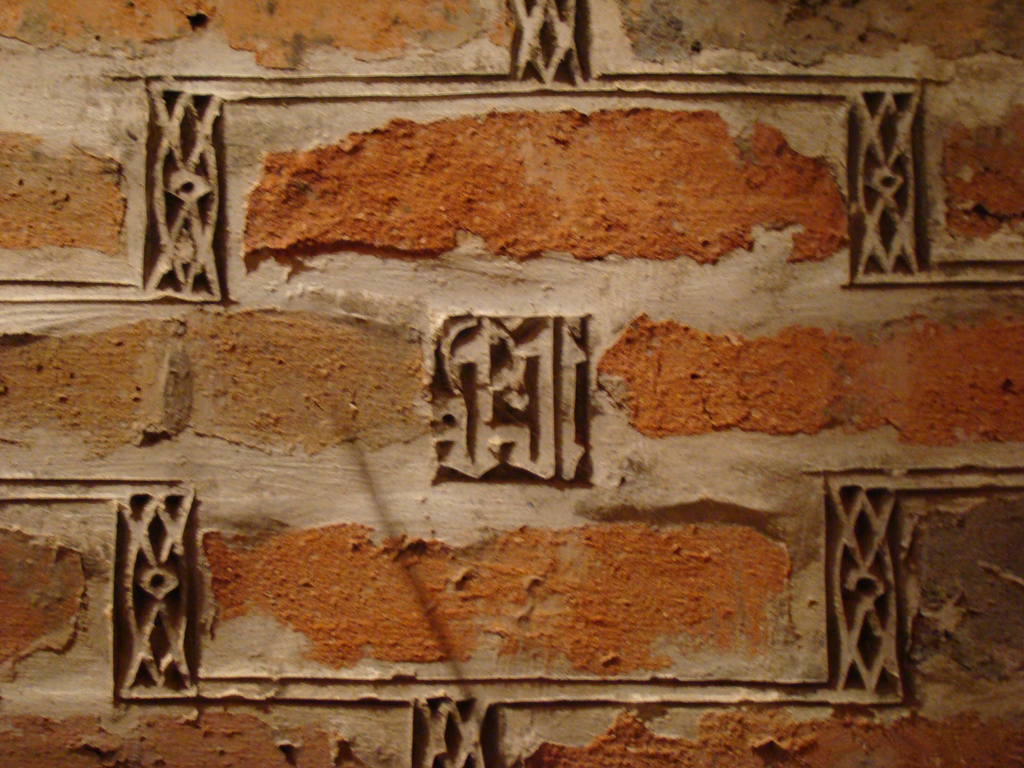
الله والحمد به‌خط کوفی.
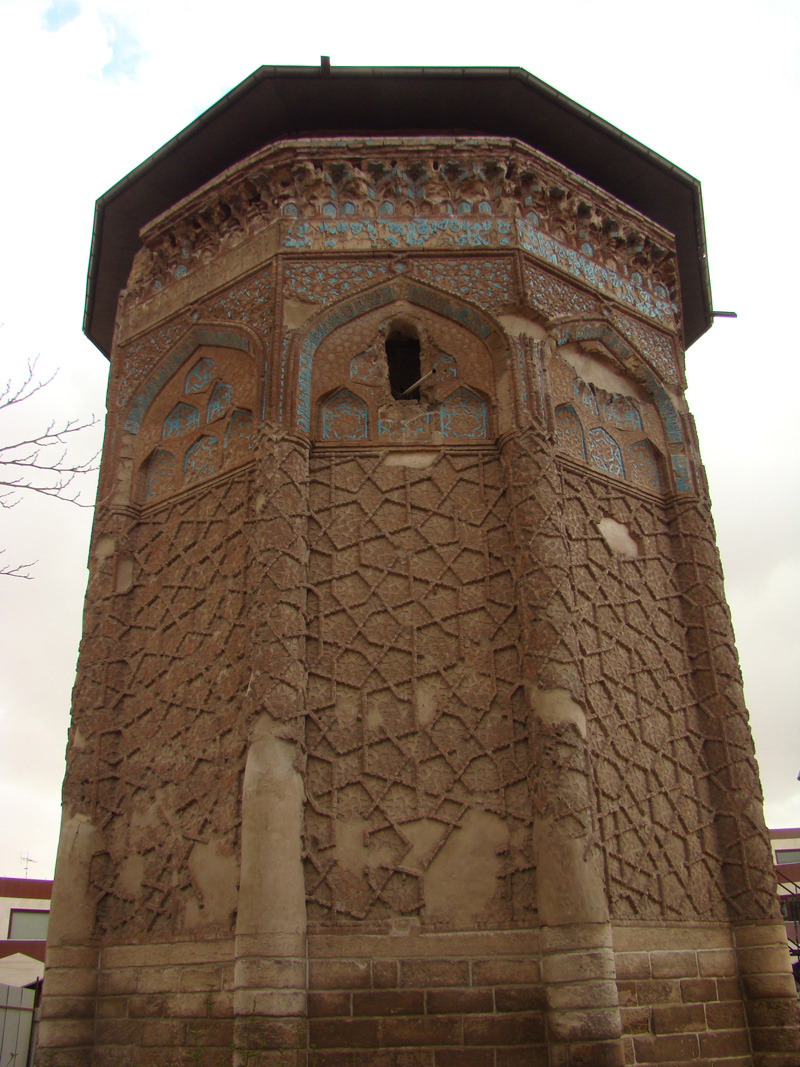
نمای پشت گنبد.
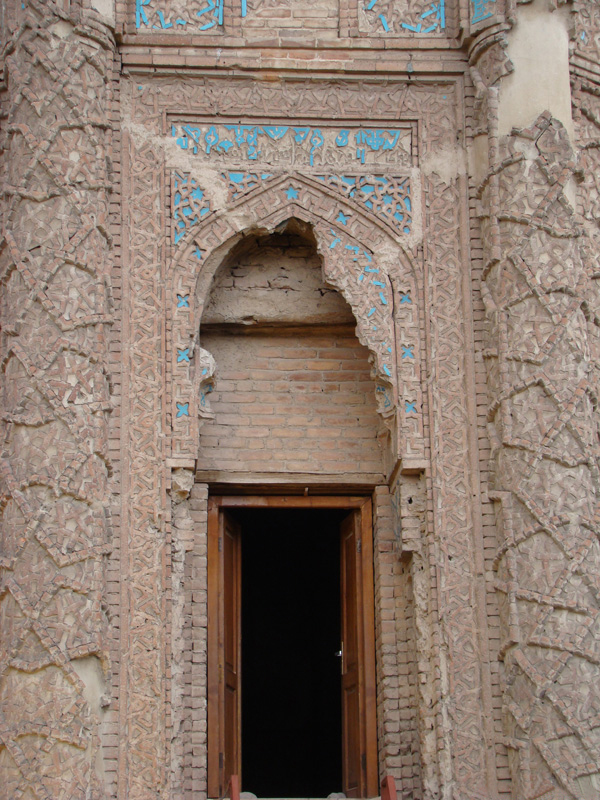
درب ورودی گنبد.
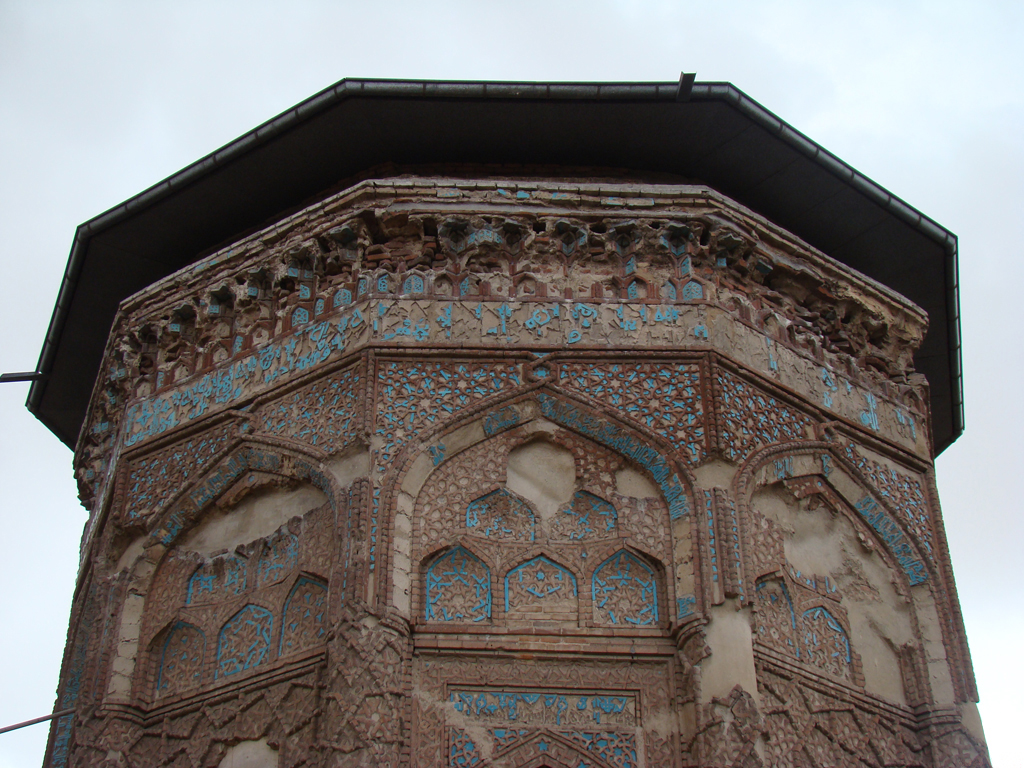
نمایی از گنبد کبود.
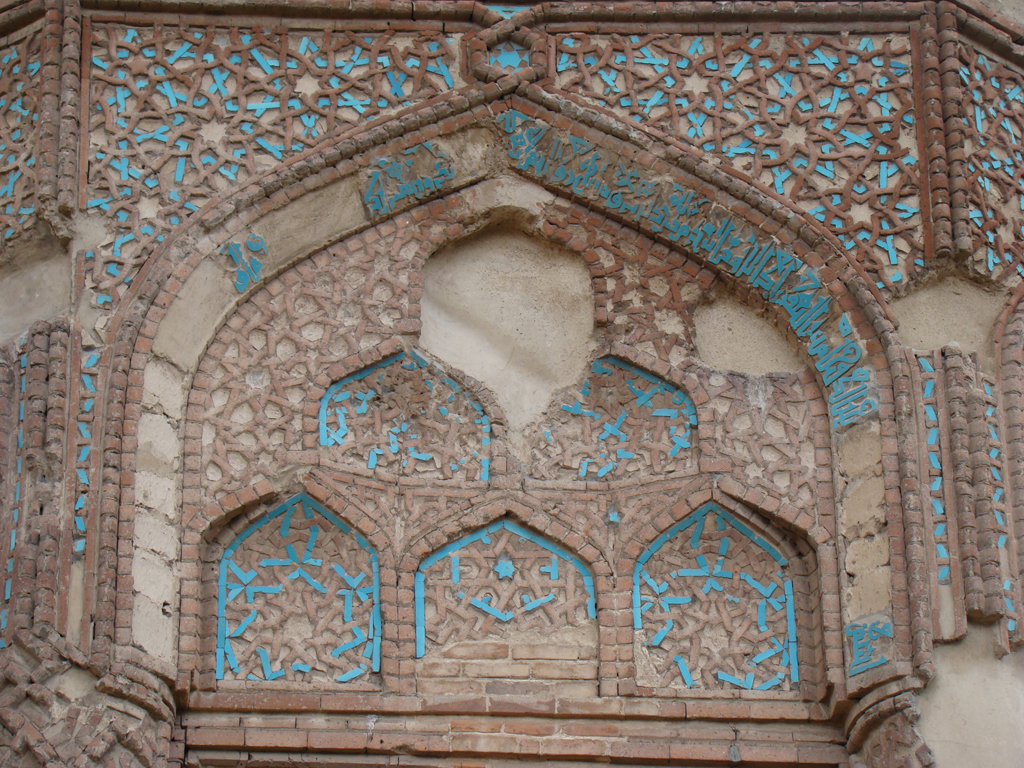
نمایی از گنبد کبود.
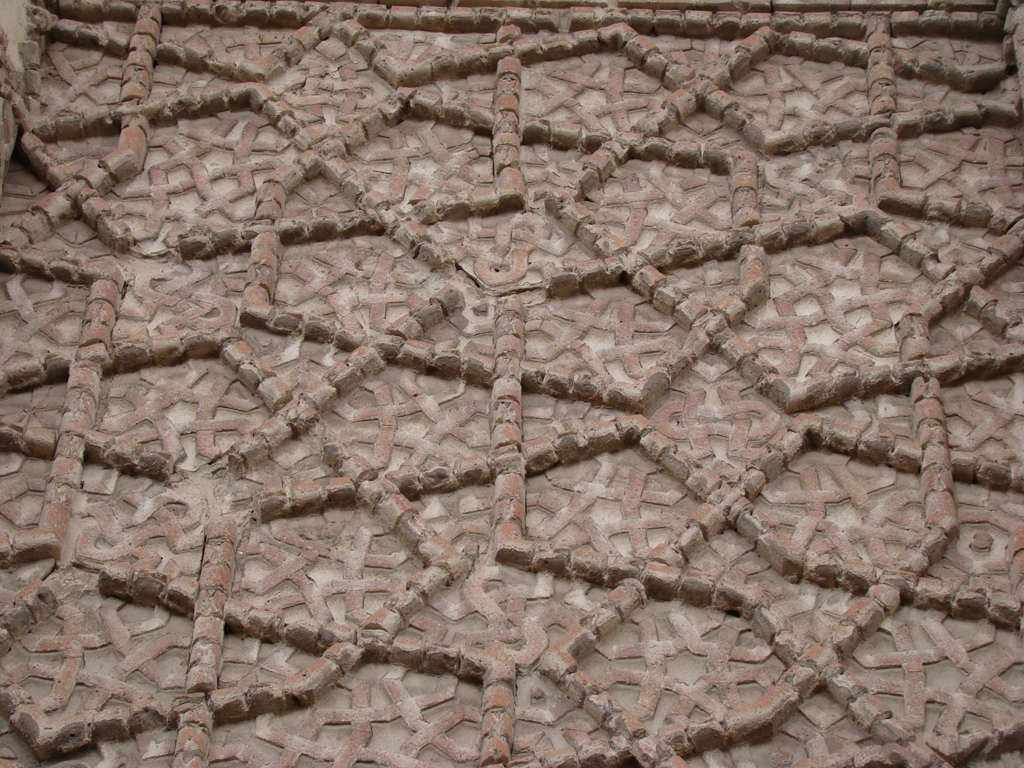
تزیینات بدنهٔ بیرونی گنبد.
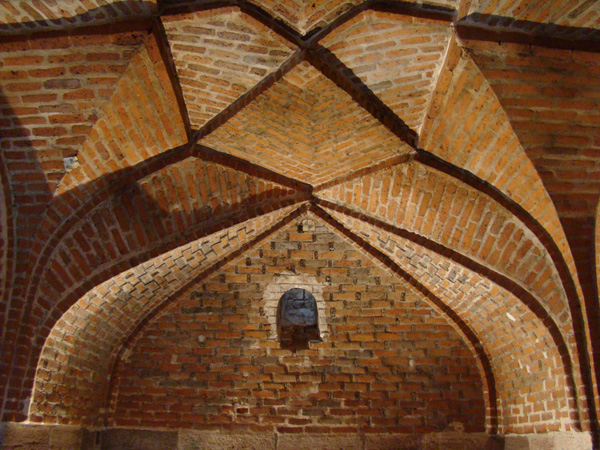
سردابهٔ گنبد.
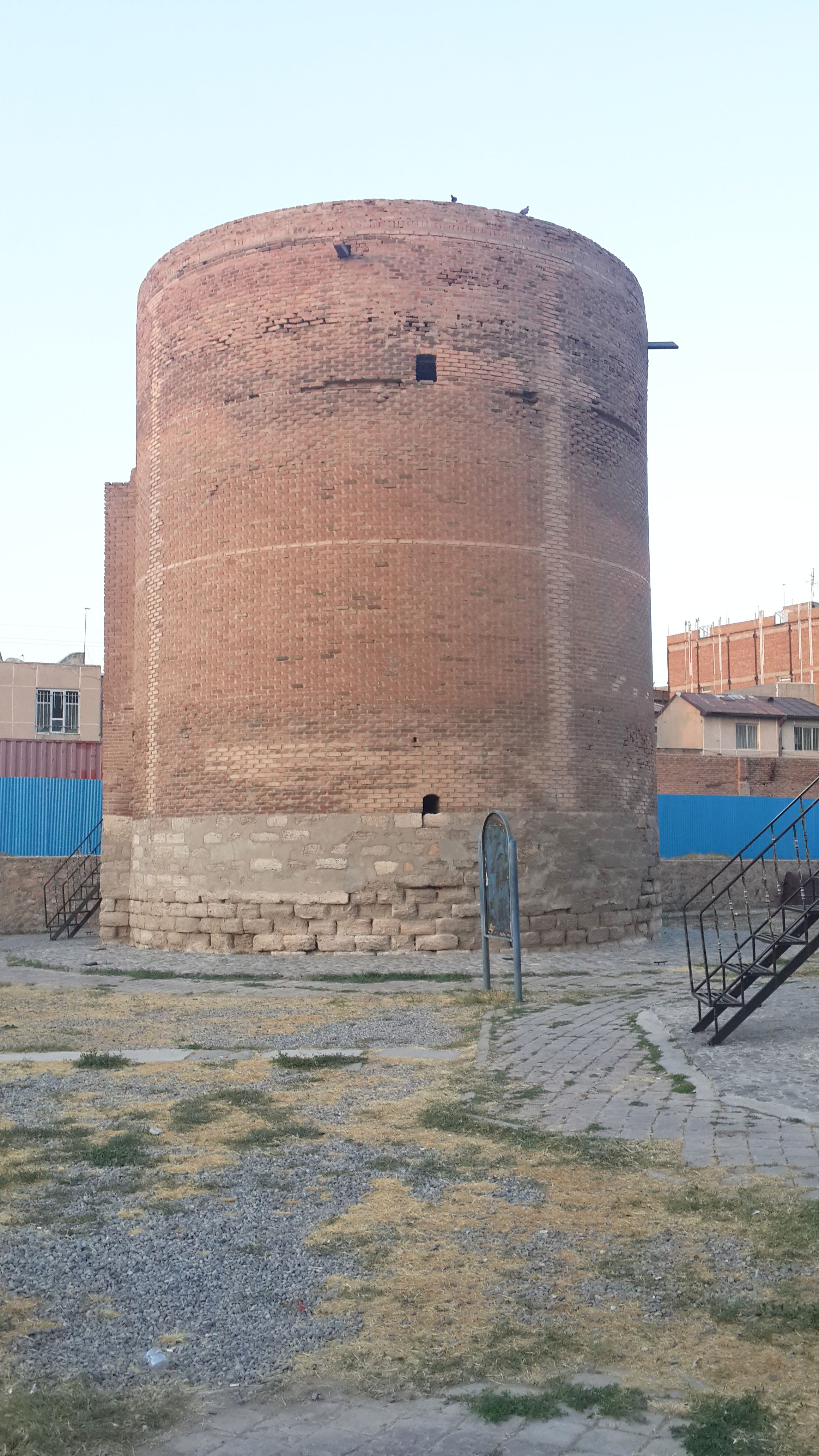
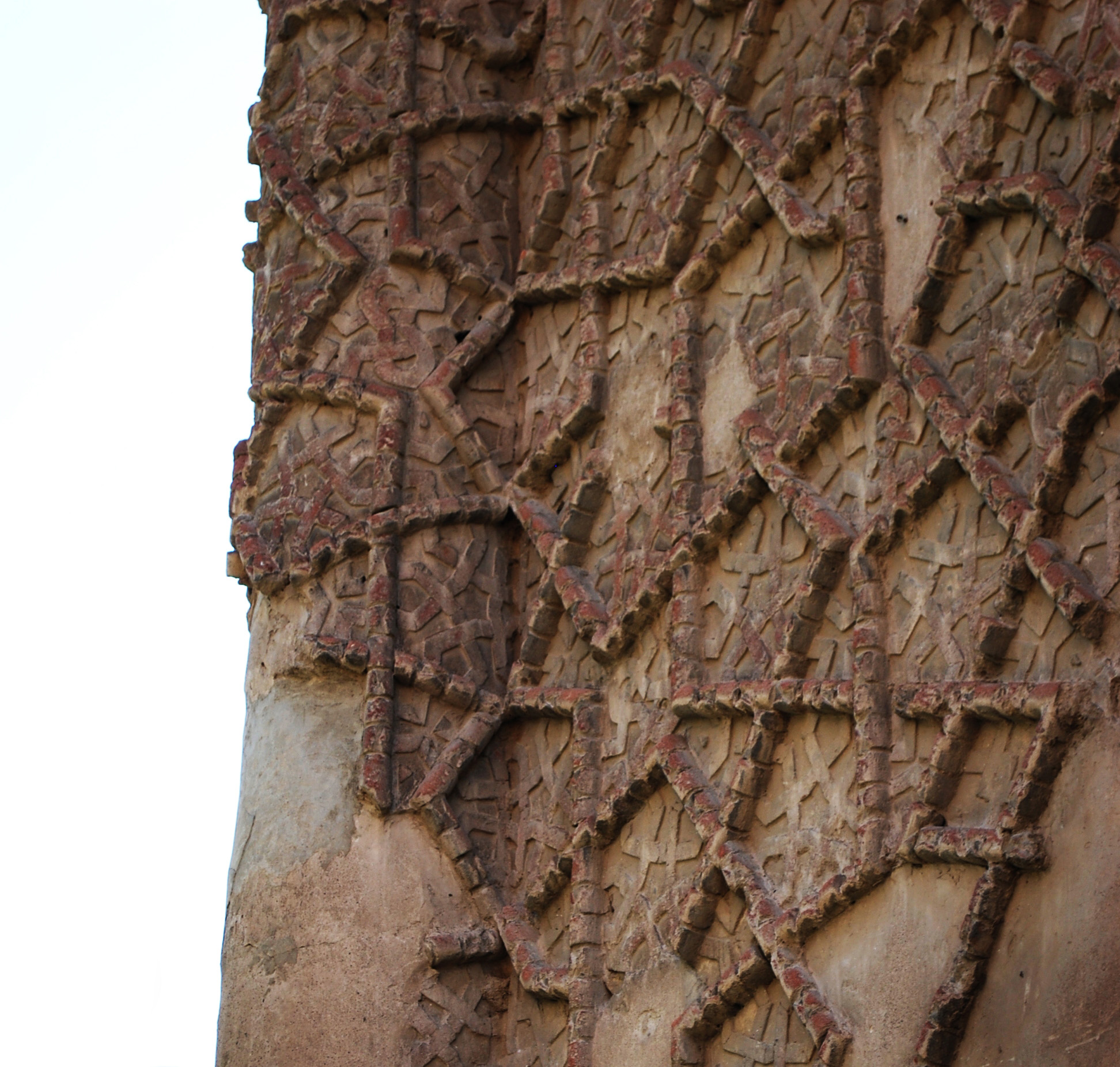
جزئیات نمای گنبد کبود
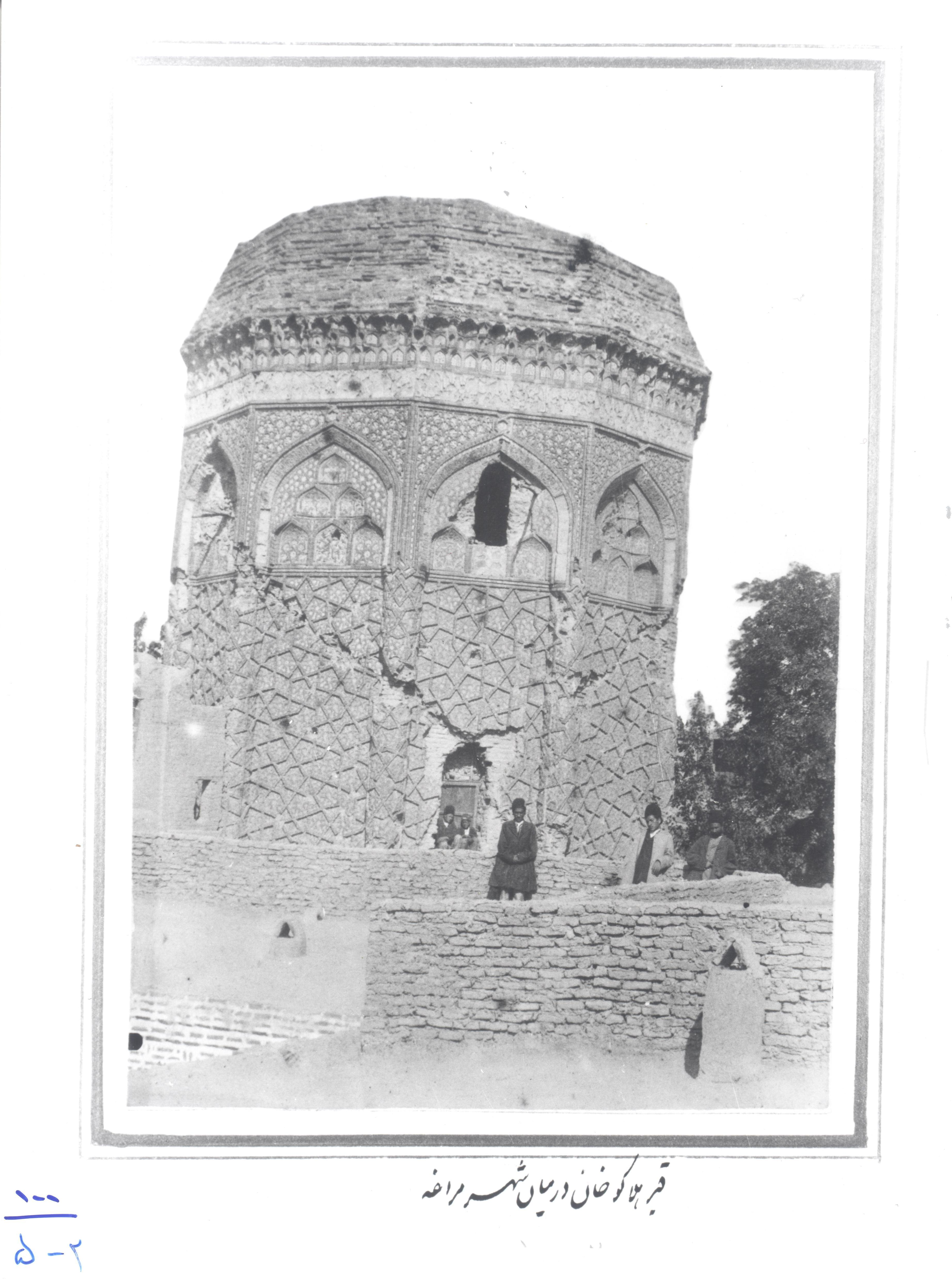
نمای پشتی در زمان قاجار(عکس از آرشیو سایه کاخ گلستان)